# 日本橋美人
日本橋美人（にほんばしびじん）は、NPO法人東京中央ネットが2005年に地域活性化を目的に創出した、東京都中央区日本橋を中心とする江戸（東京）の地域ブランドである。

## 概要
日本橋美人推進協議会プロデューサーの山田晃子（東京中央ネット副理事長）は、「日本橋美人」のコンセプトを「江戸時代から続く伝統を身近に感じることにより培われた教養や品格、粋などの価値観を大切にする“心も身体も美しい”女性を総称する江戸(東京)の地域ブランド」としている。また、「日本橋美人」の副題“Japan Beauty from Edo-Tokyo”は「江戸から続く日本の美」という意味合いが込められている。
このコンセプトに賛同した老舗・名店・ホテルなどがコラボ商品として「日本橋美人商品」を自社開発しており、商品シリーズとして多分野にわたる約30アイテムが販売されている。
東京中央ネットは2007年に地域活性化プロジェクトの推進団体として「日本橋美人」ブランドの普及を目的とした「日本橋美人推進協議会」を設立し、観光ガイドやイベント活動を実施するようになった。その一環として、日本橋美人商品のプロモーション強化と賑わいの創出による地域活性化に寄与することなどを目的に、2008年からイベント「日本橋美人博覧会」を2011年まで毎年開催した。2012年の第5回からは「対象地域が中央・千代田・港・墨田区に広がった」としてえ「江戸の美意識」をメインテーマとした「EDO ART EXPO」に改称している。
2009年には経済産業省の関東経済産業局から、「日本橋美人商品の販路拡充及びブランド力強化事業」が平成21年度の「地域資源活用新事業展開支援事業費補助金（地域資源活用販路開拓等支援事業）」の対象に採択されている。

## 日本橋美人商品
「日本橋美人商品」の特徴
1. 商品名に「日本橋美人」というネーミングが必ず入る。【例：日本橋美人あんぱん、日本橋美人焼き立て海苔など】
2. 栄養学的効果などの、心と身体を美しくする要素が含まれる。
3. 既存商品を流用する場合は、詰め合わせ方法などのオプションが考慮されている。
4. 今までにない値頃感がある。

商品開発にあたっては、モニタリングを日本橋在勤のOLを構成メンバーとした「日本橋OLクラブ（現在は休会）」に協力を依頼するなど、女性の意見を重要視した商品開発を目指している。

## 日本橋美人推進協議会
上記の通り、2007年に東京中央ネット内に設立された。地域ブランド「日本橋美人」のプロモーションや「日本橋美人博覧会」（前記したように現在は「EDO ART EXPO」）の開催、江戸日本橋観光めぐりなどの事業を継続しておこなっている。
| 役職           | 役員名                                                  |
| -------------- | ------------------------------------------------------- |
| 会長           | 山本徳治郎（株式会社山本海苔店 取締役社長）             |
| 副会長         | 細田眞（株式会社榮太樓總本鋪 代表取締役社長）           |
| 副会長         | 大島博（株式会社千疋屋総本店 代表取締役社長）           |
| プロデューサー | 山田晃子（株式会社ヤマダクリエイティブ 代表取締役社長） |